# 王寺町
王寺町（日语：／ Ōji chō */?）是位於日本奈良縣西北部的行政區劃。北側為大和川，東半部位於奈良盆地內，西半部則是葛城山地的山區。主要市區位於東半部的平地區域。大和川在町內往西流向大阪府，因此王寺町也是大和川在奈良縣中最下游的位置，在奈良縣內地勢相對較地。
由於當地可透過鐵路關西本線進入大阪市市區，使得本地也成為大阪市的通勤城市，甚至轄內西南部的明神山東麓也大規模開發王寺新市鎮，在2016年時轄內居民往大阪市的通勤率達28.5%。

## 人口
| 王寺町人口分布圖 |                                               |  |
| 王寺町與日本全國年齡別人口分布比較圖 （2005年資料） | 王寺町的年齡、男女別人口分布圖 （2005年資料） |  |
| ■紫色是王寺町 ■綠色是全国 | ■藍色是男性 ■紅色是女性                       |  |
| 王寺町人口變化 \| 1970年 \| 14,783人 \| \| \| 1975年 \| 16,331人 \| \| \| 1980年 \| 17,213人 \| \| \| 1985年 \| 20,265人 \| \| \| 1990年 \| 23,625人 \| \| \| 1995年 \| 24,574人 \| \| \| 2000年 \| 23,782人 \| \| \| 2005年 \| 22,751人 \| \| \| 2010年 \| 22,182人 \| \| \| 2015年 \| 23,025人 \| \| \| 2020年 \| 24,043人 \| \| |                                               |  |
| 資料來源：日本總務省統計中心提供之人口普查數據 |                                               |  |
| 1970年 | 14,783人                                      |  |
| 1975年 | 16,331人                                      |  |
| 1980年 | 17,213人                                      |  |
| 1985年 | 20,265人                                      |  |
| 1990年 | 23,625人                                      |  |
| 1995年 | 24,574人                                      |  |
| 2000年 | 23,782人                                      |  |
| 2005年 | 22,751人                                      |  |
| 2010年 | 22,182人                                      |  |
| 2015年 | 23,025人                                      |  |
| 2020年 | 24,043人                                      |  |

## 歷史
本地在令制國時代屬於大和國葛下郡，過去與東側的河合町、南側的香芝市一同被稱為「片岡」，7世紀時聖德太子在此建立了放光寺，又被稱為「片岡王寺」，這也成為本地町名的由來。後來此區域設立了莊園－片岡莊，由片岡氏所控制，16世紀初，由於進入戰國時代，片岡氏曾在此興建片岡城，後來一度成為支配大和國的松永久秀的支城。
在江戶時代，王寺為江戶幕府的直屬領地，僅限在轄區西南部的藤井地區為郡山藩領地；19世紀末明治維新後，經過多次行政區劃調整，最終劃入奈良縣。1889年日本實施町村制，將原本的王寺村和藤井村合併為王寺村，1890年，大阪鐵道開始興建大阪到奈良之間的鐵路（現在的關西本線），並在王寺設立王寺站，隔年由從王寺車站往南開設至櫻井的鐵路（現在的和歌山線），成為轉運樞紐的王寺也因此開始快速發展。隨著人口的成長，王寺村在1926年升格為王寺町。
在2000年代平成大合併期間，位於西和地區的王寺町、上牧町、河合町、斑鳩町、三鄉町、平群町、安堵町曾規劃合併為西和市，合併後的西和市人口將超過14萬，也將會成為奈良縣內人口僅次於奈良市的第二大城市，當時也已規劃好完成合併後，新的市政府將設於王寺町內，同時在斑鳩町設立分支辦公室。但在2004年各町的公民投票中，王寺町和斑鳩町的公民投票都未能通過，也直接使合併案破局。

## 交通
西日本旅客鐵道關西本線（大和路線）沿著大和川以東西向進入町內市區，設有王寺站，同時和歌山線也以王寺車站為起點，往南接往和歌山市。
近畿日本鐵道的生駒線也自北方的生駒市通至王寺車站，而王寺車站旁還有也是屬於近畿日本鐵道田原本線的新王寺車站，可往東至奈良縣的中部區域。

### 鐵路
- 西日本旅客鐵道
  - 關西本線（大和路線）：（←斑鳩町） - 王寺車站 - （三鄉町→）
  - 和歌山線：王寺車站 - 畠田車站 - （香芝市→）
- 近畿日本鐵道
  - 生駒線：（←三鄉町） - 王寺車站
  - 田原本線：（←河合町） - 新王寺車站

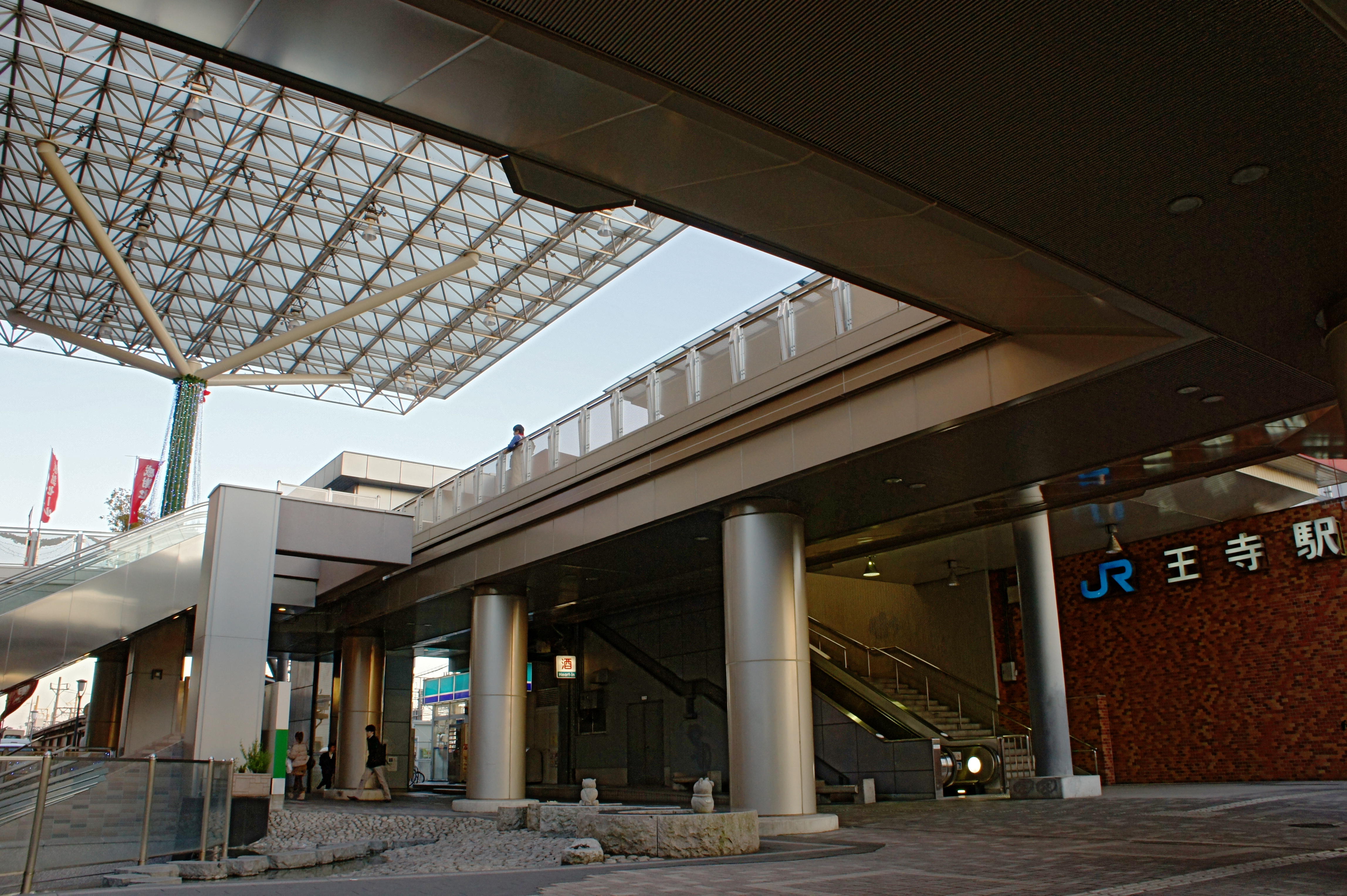
JR王寺車站
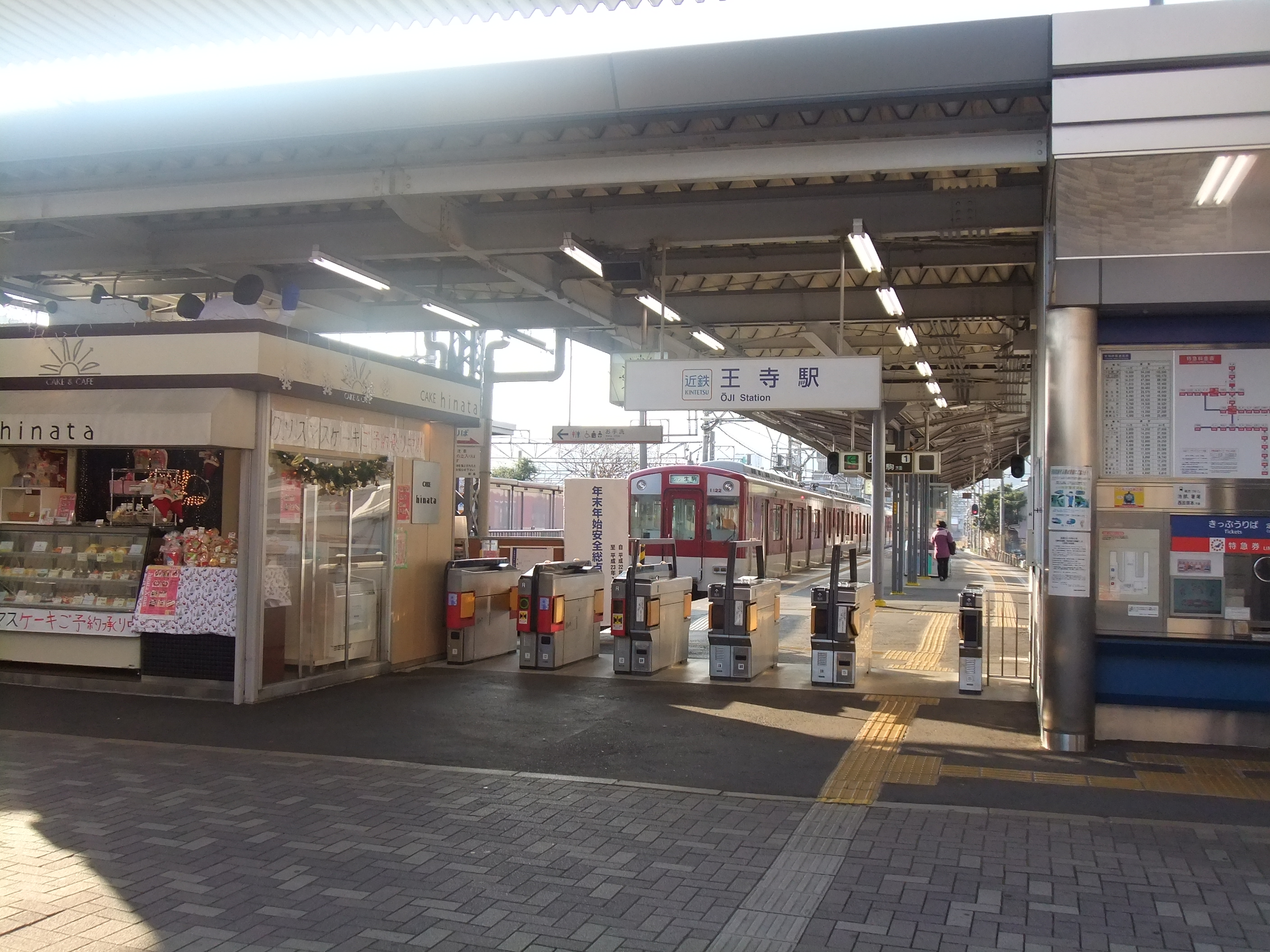
近鐵王寺車站
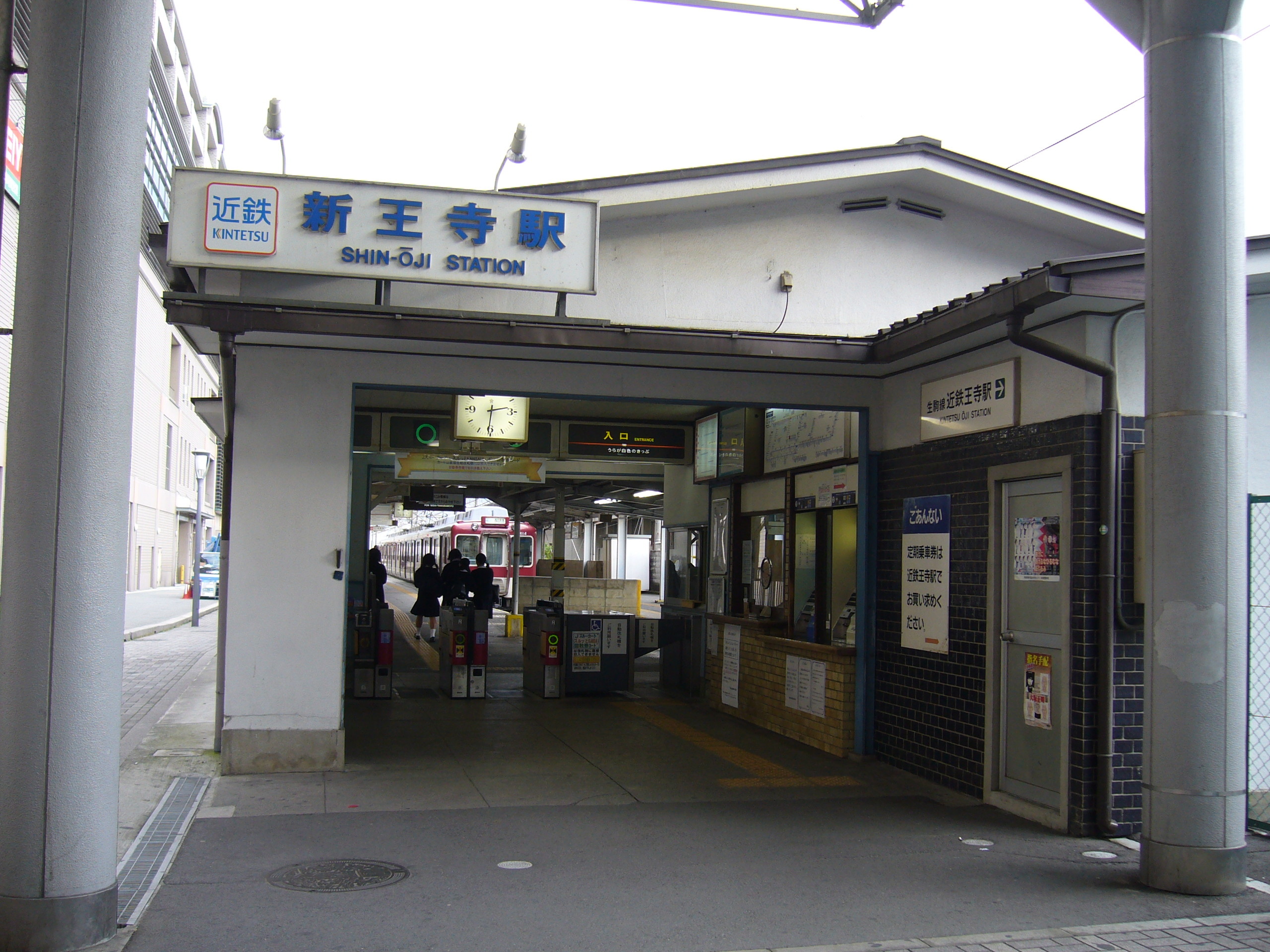
近鐵新王寺車站

## 教育
王寺町東側與河合町交界處，有白凤短期大学，以培養幼兒照護教育人員、護理看護人員、接生員、物理治療師為目的，其中有約30%的學生為來自外國的留學生。

## 外部連結
- （日語） 王寺町觀光協會 （页面存档备份，存于）
- （日語） 雪丸的散步時間from王寺町的Facebook專頁